# Nezbavětice
Nezbavětice (deutsch Nesbawietitz) ist eine Gemeinde mit 168 Einwohnern in Tschechien. Sie liegt 16 Kilometer südöstlich des Stadtzentrums von Pilsen und gehört zum Okres Plzeň-město. Die Katasterfläche beträgt 475 ha.

## Geographie
Der Ort befindet sich in 444 m ü. M. im Pilsener Hügelland westlich der Úslava. Nezbavětice liegt einen Kilometer östlich der Europastraße E 49/Staatsstraße 20 von Pilsen nach Nepomuk am Abzweig der Staatsstraße 19 nach Spálené Poříčí.
Nachbarorte sind Bambousek und Losiná im Nordwesten, Šťáhlavy im Nordosten, Šťáhlavice im Osten, Nezvěstice im Südosten, Chválenice im Süden sowie Nebílovský Borek im Westen.

## Geschichte
Die erste urkundliche Erwähnung der Osada lidí Nezbavětových stammt aus dem Jahre 1379. Besitzer des Ortes war der Erbauer der Burg Lopata, Heřman von Litice. Ab 1381 wechselten die Besitzer mehrfach und seit dem Beginn des 16. Jahrhunderts gehörte das Dorf zur Grundherrschaft Šťáhlavy. 1539 erwarb Jiřík Kokořovec von Kokořov den Besitz. Um 1650 lebten im Dorf 28 Menschen. Bis 1710 blieben die Kokořovec Grundherren, dann erfolgte der Verkauf der Domäne Šťáhlavy mit allen zugehörigen Dörfern an die Cernin von Chudenic. Nach dem Aussterben der Stiahlauer Linie dieses Geschlechts erbte 1816 Christian von Waldstein deren Ländereien. Pfarre und Schule befanden sich in Chválenice. 1828 hatte Nezbavětice 229 Einwohner und bis 1900 wuchs deren Zahl auf 300 an.
1895 wurde die Freiwillige Feuerwehr Nezbavětice gegründet. 1940 erhielt das Dorf einen eigenen Totenacker, bis zu dieser Zeit erfolgten die Beisetzungen auf dem Kirchhof von Chválenice. Zwischen 1959 und 1994 war Nezbavětice nach Šťáhlavy eingemeindet.
Nezbavětice war ein reines Bauerndorf, seine Bewohner ernährten sich von der Landwirtschaft. Zentrum des Ortes ist der Dorfplatz mit einem Teich und einer kleinen Kapelle. Bis zum 31. Dezember 2006 gehörte der Ort zum Okres Plzeň-jih.

## Sehenswürdigkeiten
- Zahlreiche Gehöfte im böhmischen Bauernbarock
- Kapelle aus dem Jahre 1825
- Denkmal für die Opfer des Ersten Weltkrieges auf dem Dorfplatz, erbaut 1924
- Denkmal für die Opfer des Zweiten Weltkrieges auf dem Friedhof, erbaut 1946